# 小矢部市立石動中学校
小矢部市立石動中学校（おやべしりつ いするぎちゅうがっこう）は、富山県小矢部市にある市立中学校。

## 沿革
- 1975年9月 - グラウンドにナイター施設が完成[2]。

## 通学区域
石動小学校校区、東部小学校校区

## 著名な出身者
- 古村孝志（地震学者）
- 本多純平（バスケットボール選手、バンビシャス奈良）